# Вернсхаузен
Вернсхаузен (нем. Wernshausen) — коммуна в Германии, в земле Тюрингия.
Входит в состав района Шмалькальден-Майнинген. Население составляет 3073 человека (на 31 декабря 2006 года). Занимает площадь 26,29 км².
Община подразделяется на 3 сельских округа.